# AKB48 重溫時間 最佳曲目100 2013
AKB48 重温时间 最佳曲目100 2013（日語：AKB48 リクエストアワー セットリストベスト100 2013）是日本組合AKB48在2013年1月24日至1月27日在TOKYO DOME CITY HALL举办的演唱会。「重溫時間 最佳曲目100」是AKB48自2008年每年都舉辦的活動，2013年是第6屆。

## 概要
這是對AKB48以及其姊妹組合（SKE48、NMB48、HKT48、SDN48）的所有歌曲（包括收錄在單曲或專輯的歌曲和劇場公演歌曲以及部分替换了部分歌词的特殊歌曲進行投票，接着在2013年1月24日至27日的4天内，由第100位起以倒數的形式每天公開25首。

## 衍生組合祭
1月23日，在以上演唱會之前，AKB48於同一場地舉辦了「AKB48 衍生組合祭」（AKB48 ユニット祭り）演唱會。顧名思義，這場演唱會的部份歌曲由衍生組合負責演出，包括no3b、DiVA、Not yet、French Kiss和走廊奔跑隊7。另外亦有發行了個人單曲的成員表演她們的歌曲。衍生組合祭都有在日本各地的電影院現場直播。
- 演唱会曲目表如下：

1. 《overture》
2. 《1994年的雷鸣》（1994年の雷鳴） - 高桥、大岛优、篠田、小嶋阳、板野
3. 《週末Not yet》（週末Not yet） - Not yet
4. 《破浪刨冰》（波乗りかき氷） - Not yet
5. 《初恋冲刺》（初恋ダッシュ） - 走廊奔跑隊7
6. 《很早以前》（ずっと 前から） - French Kiss
7. 《Lost the way》 - DiVA
8. 《懦弱的化妆舞会》（意気地なしマスカレード） - 指原莉乃 with 中西智代梨、村重杏奈、本村碧唯
9. 《六神无主的声音》（主なきその声） - NO NAME
10. 《蟋蟀人》（キリギリス人） - no3b
11. 《Pedicure day》（ペディキュアday） - no3b
12. 《少女们》（少女たちよ） - 全员
13. 《睡衣兜风》（パジャマドライブ） - 川荣、入山、加藤玲
14. 《用飞吻击落他！》（投げキッスで撃ち落せ） - 大岛凉、木本、木崎、白间、儿玉、朝长
15. 《巧克力的下落》（チョコの行方） - 松井玲、岛崎、与仪、宫脇
16. 《黑色天使》（黒い天使） - 高桥朱、向田、永尾
17. 《Blue Rose》 - 藤江、阿部、前田、松冈
18. 《傲娇女生》（ツンデレ！） - 渡辺美、山内、田野
19. 《你好 我的初恋》（初恋よ こんにちは） - 田岛，古畑、矢仓
20. 《镜中的圣女贞德》（鏡の中のジャンヌ・ダルク） - 山本彩、冈田奈、菅、岩田、藤本
21. 《Faint》 - 松井珠、森保、武藤
22. 《大人彩色糖》（大人ジェリービーンズ） - 指原、柏木
23. 《触不到的唇…》（唇 触れず…） - 走廊奔跑隊7
24. 《西瓜BABY》（西瓜BABY） - no3b & DiVA
25. 《完美的Gu字音》（完璧ぐ～のね） - French Kiss & Not Yet
26. 《突然间》（ふいに） - 板野
27. 《给10年后的你》（10年后の君へ） - 板野
28. 《Clone》 - 板野
29. 《如果我居于天空》（もしも私が空に住んでいたら） - 岩佐
30. 《就是喜欢你》（それでも好きだよ） - 指原
31. 《难道说》（まさか） - 河西
32. 《发光体》（ヒカルものたち） - 渡辺麻
33. 《草莓小蛋糕》（ショットケーキ） - 柏木

安可曲
1. 《UZA》
2. 《格子花纹》（ギンガムチェック）
3. 《First Rabbit》（ファースト・ラビット）
4. 《仲夏的Sounds good!》（真夏のSounds Good！）

## DVD
- AKB48 リクエストアワー セットリストベスト100 2013（2013年4月24日、AKS）

## Blu-ray
- AKB48 リクエストアワー セットリストベスト100 2013（2013年6月12日、AKS）

## 外部連結
- AKB48 リクエストアワー セットリストベスト100 2013 結果発表（页面存档备份，存于）（日語）